# Millepora
Millepora é um género de coral da família Milleporidae da ordem Anthoathecatae. Pertence aos denominados falsos corais duros, ou hidrocorais, da classe Hydrozoa, com um ciclo de vida que alterna uma fase pólipo e uma fase medusa, característica que os diferencia dos corais da classe Anthozoa. Têm um esqueleto composto de carbonato de cálcio que, após a morte do coral, contribui para a geração de novos recifes. Essa contribuição acontece porque a acção do CO2 converte lentamente os esqueletos em bicarbonato de cálcio, substância que é assimilável directamente pelas colónias coralinas.